# Duitslandverdrag
Het Duitslandverdrag of Algemeen verdrag (Duits: Deutschlandvertrag of Generalvertrag) is een verdrag dat op 26 mei 1952 werd ondertekend door de Konrad Adenauer namens de Bondsrepubliek Duitsland en de westelijke geallieerde bezettingsmachten, Dean Acheson namens de Verenigde Staten, Anthony Eden namens het Verenigd Koninkrijk en Robert Schuman namens Frankrijk. Het verdrag trad pas in 1955 met de ratificatie van de Verdragen van Parijs in werking en beëindigde formeel de status van het westen van Duitsland als bezet gebied. Met dit verdrag verkreeg de Bondsrepubliek haar soevereiniteit, die echter nog tot 15 maart 1991 beperkt was door geallieerde voorbehoudsrechten.
Het Duitslandverdrag was een onderdeel van de inspanningen om de Bondsrepubliek te integreren in de defensie van West-Europa via de Europese Defensiegemeenschap (EDG). Omdat het EDG-verdrag op 30 augustus 1954 door het Franse parlement was afgewezen kon het Duitslandverdrag niet in werking treden. Op de conferentie van Londen van 3 oktober 1954 werd besloten dat de Bondsrepubliek zou worden opgenomen in de NAVO. Op 23 oktober van dat jaar werden de Verdragen van Parijs ondertekend, waar het Duitslandverdrag onderdeel van uitmaakte. Met de ratificatie van de Verdragen van Parijs op 5 mei 1955 trad het Duitslandverdrag in werking.